# Cabreriella
Cabreriella es un género de plantas fanerógamas perteneciente a la familia de las asteráceas. Comprende 2 especies descritas, y  aceptadas.

## Taxonomía
El género fue descrito por José Cuatrecasas Arumí y publicado en Boletín de la Sociedad Argentina de Botánica 19(1–2): 15–17, f.1. 1980.

## Especies aceptadas
A continuación se brinda un listado de las especies del género Cabreriella aceptadas hasta julio de 2012, ordenadas alfabéticamente. Para cada una se indica el nombre binomial seguido del autor, abreviado según las convenciones y usos.
- Cabreriella oppositicordia (Cuatrec.) Cuatrec.
- Cabreriella sanctae-martae (Greenm.) Cuatrec.